# Gustaaf Van Roosbroeck
Gustaaf Van Roosbroeck (Hulshout, 16 maggio 1948) è un ex ciclista su strada belga.
Professionista tra il 1969 e il 1981, vinse una tappa al Giro d'Italia 1973.

## Carriera
Da dilettante fu terzo ai mondiali nel 1969. Passò professionista nel settembre 1969 con la Mercier-BP-Hutchinson. I principali successi furono una tappa al Giro del Belgio ed il Grote Scheldeprijs nel 1971, la Kuurne-Bruxelles-Kuurne, il Grand Prix de Denain ed il Nationale Sluitingsprijs nel 1972, una tappa al Giro d'Italia, il Trofeo Luis Puig, una tappa al Giro di Svizzera ed il Nationale Sluitingsprijs nel 1973, una tappa al Tour de Romandie nel 1974, la Nokere Koerse nel 1978, la Dwars door Vlaanderen e la Tre giorni di La Panne nel 1979.

## Palmarès
- 1968

5ª tappa Giro del Belgio dilettanti (Ronse-Hoegaarden)
- 1969

Brussel-Opwijk
2ª tappa Olympia's Tour (Breda > Bladel)
3ª tappa Olympia's Tour (Bladel > Elsloo)
3ª tappa Giro del Belgio dilettanti (Arendonk-Berlare)
- 1971

5ª tappa Giro del Belgio (Herbeumont > Auderghem)
Rebecq-Rognon
Wezembeek-Oppem
Grote Scheldeprijs
1ª tappa, 2ª semitappa Silverstone Trophy
- 1972

Kuurne-Bruxelles-Kuurne
Circuit des régions fruitières
Grand Prix de Denain
2ª tappa Grand Prix de Fourmies
Nationale Sluitingsprijs
- 1973

Trofeo Luis Puig (Gran Premio Valencia)
3ª tappa Giro d'Italia (Lussemburgo > Strasburgo)
7ª tappa Giro di Svizzera (La Chaux-de-Fonds > Schupfart)
Nationale Sluitingsprijs
- 1974

5ª tappa, 1ª semitappa Tour de Romandie (Neuchâtel > Lancy)
Flèche Hesbignonne-Cras Avernas
- 1975

Wezembeek-Oppem
Maaslandse Pijl
- 1976

Omloop der drie Provinicien
Sint Martens-Lierde
- 1978

Prix de St Amands
Grand Prix du Printemps (Hannut)
Nokere Koerse
Omloop vam Midden-België
- 1979

Dwars door Vlaanderen
Classifica generale Tre giorni di La Panne
- 1980

1ª tappa Tre giorni di La Panne (La Panne > Tielen)

### Altri successi
- 1969

Criterium di Heultje
- 1970

Criterium di Beringen
Criterium di Retie
- 1971

Kermesse di Putte-Mechelen
Kermesse di Zele
Kermesse di Grobbendonk
Kermesse di Lommel
Kermesse di Zele
- 1972

Kermesse di Sint-Katelijne-Waver
Kermesse di Retie
Criterium di Hulshout
Criterium di Olen
Criterium di Drogenbos
- 1973

Kermesse di Oostrozebeke
Criterium di Olen
- 1974

Kermesse di Laarne
Criterium di Ayeneux
- 1975

Kermesse di Kruishoutem
Kermesse di Sint-Katelijne-Waver
Kermesse di Herzele
Kermesse di Tienen-Bost
Kermesse di Onze-Lieve-Vrouw Waver
- 1977

Criterium di Herne
- 1978

Kermesse di Viane
Gullegem Koerse
Kermesse di Herselt
Criterium di Aalst bij Sint-Truiden
- 1979

Kermesse di Putte-Mechelen
Criterium di Heist-op-den-Berg
Criterium di Zoersel
- 1980

Kermesse di Bornem
Kermesse di Duffel
Kermesse di Erembodegem
Kermesse di Wilrijk
Kermesse di Tienen-Bost
- 1981

Criterium di Bruxelles

## Piazzamenti

### Grandi Giri
- Giro d'Italia

1973: ritirato
- Tour de France

1973: 66º
1974: 63º

### Classiche monumento
- Milano-Sanremo

1971: 19º
1973: 12º
1974: 22º
1975: 16º
1977: 33º
- Giro delle Fiandre

1973: 19º
1974: 12º
- Parigi-Roubaix

1972: 6º
1973: 28º
1979: 35º

### Competizioni mondiali
- Campionati del mondo

Brno 1969 - In linea dilettanti: 3º